# Xi Hydrae
Xi Hydrae (ξ Hydrae, förkortat Xi Hya, ξ Hya) som är stjärnans Bayerbeteckning, är en ensam stjärna belägen i den södra delen av stjärnbilden Vattenormen och hade Flamsteedbeteckningen 19 Crateris innan den ingick i denna stjärnbild. Den har en skenbar magnitud på 3,54 och är synlig för blotta ögat där ljusföroreningar ej förekommer. Baserat på parallaxmätning inom Hipparcosuppdraget på ca 25,2 mas, beräknas den befinna sig på ett avstånd på ca 130 ljusår (ca 40 parsek) från solen.

## Egenskaper
Xi Hydrae är en gul till orange jättestjärna av spektralklass G7 III och är en stjärna som har förbrukat förrådet av väte i dess kärna och närmar sig slutet av sin livslängd för att bli en röd jätte. Den har en massa som är ca 3 gånger större än solens massa, en radie som är ca 10 gånger större än solens och utsänder från dess fotosfär ca 58 gånger mera energi än solen vid en effektiv temperatur av ca 5 000 K.
Stjärnan Xi Hydrae blev särskilt intressant inom asteroseismologin när en internationell grupp av astronomer upptäckte att den uppför sig som ett jättelikt sub-ultrabasinstrument.